# Thị trường thứ tư
Để tạo thuận lợi cho các tổ chức tài chính chuyên nghiệp có điều kiện trực tiếp mua bán CK cho tổ chức của mình, các thị trường lớn có lập ra một mạng giao dịch nội bộ gọi là "instinet" phục vụ cho việc giao dịch các khối lượng lớn CK giữa họ với nhau. Cả loại CK niêm yết trên sàn hoặc loại mua bán OTC đều có thể đem ra giao dịch. Các tổ chức tham gia vào mạng này thường là các ngân hàng, các quỹ hỗ tương đầu tư, các đại diện quản lý quỹ hưu trí, và nhiều tổ chức khác tuỳ theo quy định... vì họ liên hệ với nhau trực tiếp mua bán qua lại nên không cần đến các nhà môi giới. Tuy nhiên, bản thân hệ thống instinet sẽ đăng ký với UBCKNN để được đóng vai trò như một công ty môi giới và kinh doanh CK (Broker - Dealer). Các điều kiện về mua bán, xác nhận và thông tin sẽ được quy định cụ thể bởi luật lệ CK và công ty CK đóng vai trò điều phối này.
Để không lẫn lộn và dễ phân biệt khi ta quan tâm về một loại thị trường, cần xác định cho rõ một số điểm quan trọng làm căn bản nhận dạng.